# ハウスダスト
ハウスダスト（英語：house dust）とは、室内塵のことで、アレルギーを引き起こすいくつかのアレルゲンが混合したもの。

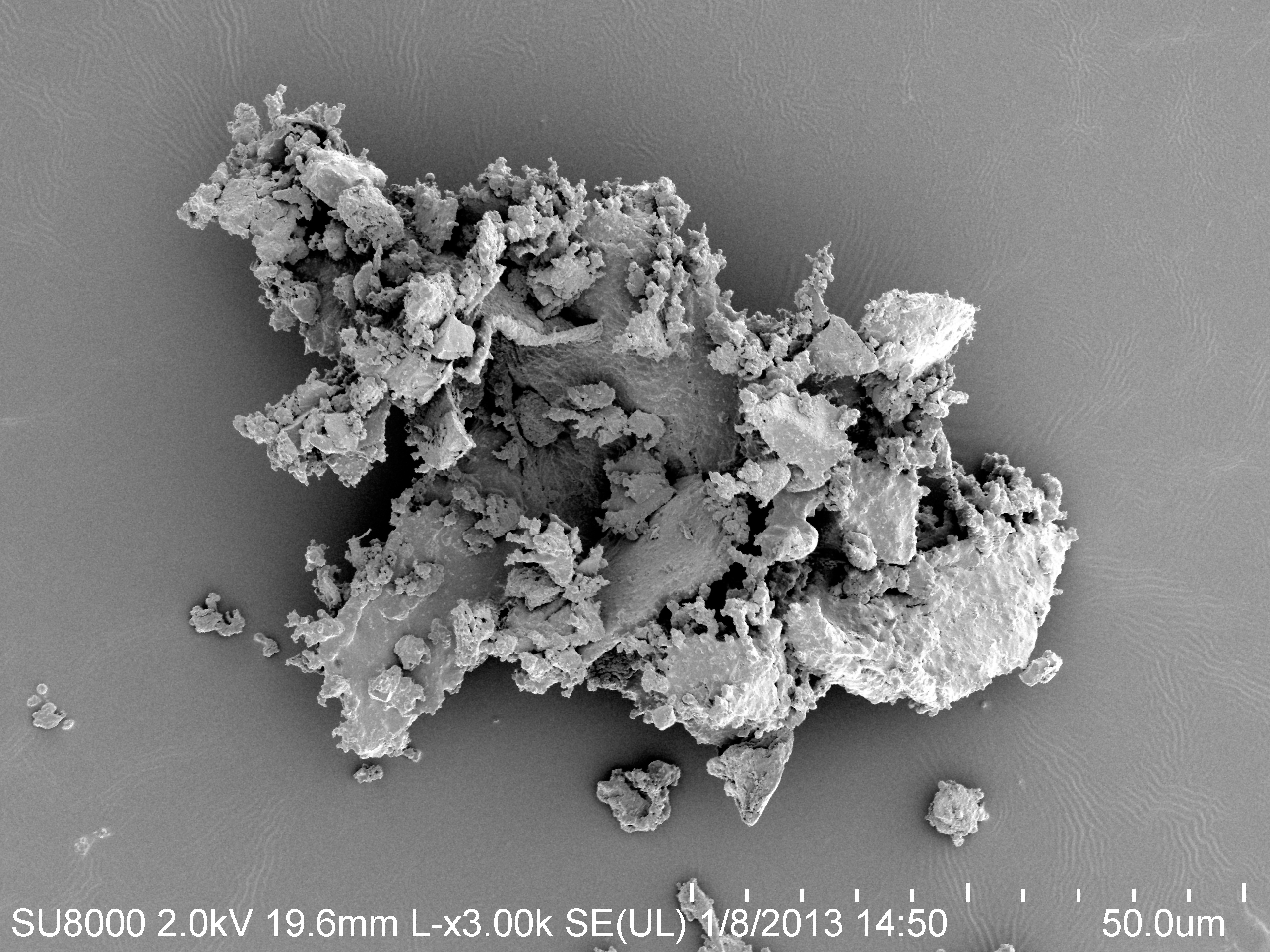
顕微鏡で拡大したハウスダスト

## ハウスダストの組成

### 主な組成
ハウスダストは室内の埃で、大まかにはヒトの皮屑（フケ）、花粉、土、スス、灰、繊維、植物片などの混合物である。室内環境でのハウスダストの摂取量等の影響を調査する場合には、比較的大きい、毛髪、小石、木片、紙くずなどの夾雑物を除いたものをハウスダストという。
ハウスダストは粒子状物質と繊維状物質に分けられるが、粒径ごとの濃度分布は生活習慣や住環境の違い（土足かどうかや家屋の気密性など）にもよるといわれている。

### ハウスダストとしてのダニ

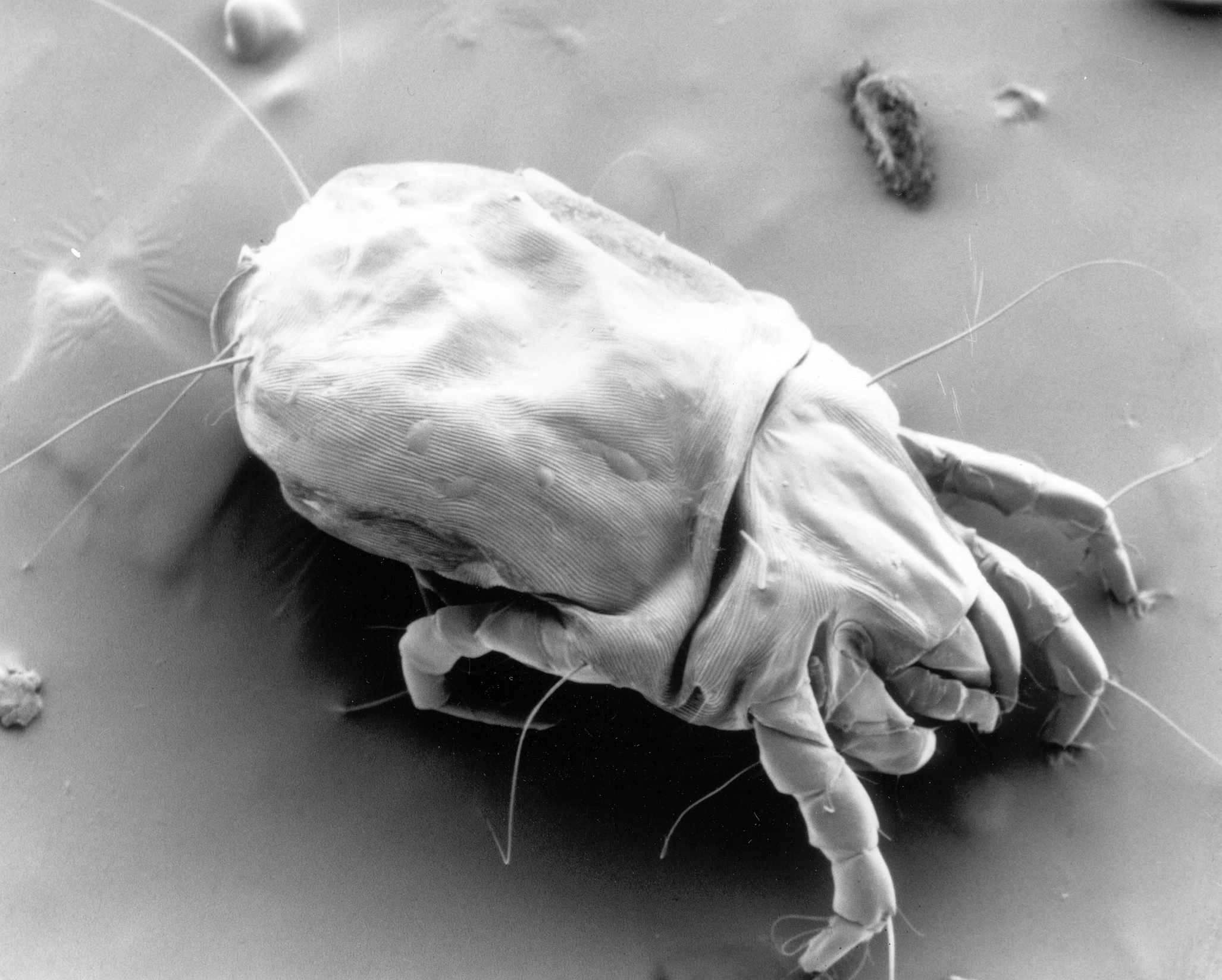
チリダニ拡大

チリダニの仲間は140種類におよぶと言われる。アレルゲンとして重要なのはコナヒョウヒダニとヤケヒョウヒダニ、シワダニなどで、特に前2者が多い。これらのダニは宿主に寄生せず、動物のフケや花粉、カビなどの胞子・菌糸、細菌、植物の繊維などを栄養源としている。世界中に広く分布しており、まずダニのいない家はない。
大きさは0.1～0.2ミリで、糞の粒は10～40マイクロメートル。これらおよびその破片などが空中に飛散し、吸入されるなどしてアレルギー症状の原因となる。
メスは毎日数個の卵を産み、卵から成虫になるまで3週間かかる。寿命はおよそ100日。温度25～28度、60～70%前後の高湿度の条件でよく繁殖する。温度20度以下、湿度50%以下では著しく発育が制限される。季節変化としては寒冷期には少なく、温度と湿度の高い季節に増加する。たとえば東京においては4月から増加しはじめ、7～9月にピークを示すという調査結果がある。
アレルギー患者宅における調査では、居間よりは寝室に多く、敷布団より毛布に多い傾向があった。しかし、布団よりもソファーやじゅうたんに多いという調査もあり、これらは各家庭での条件が異なるためと考えられている。
これらに対処するためには、粉塵を巻き上げないような方法での掃除が推奨される。根本的には、じゅうたんなどの奥深くに潜むダニを掃除機をゆっくりかけて吸い出し、かつダニの食物となるものを減らし、温度と湿度に気をつけることである。一般的な方法での布団の天日干しなどは、その温度上昇によってもダニを殺すことはほとんどできないが、乾燥は発育などを阻害する効果がある。

## ハウスダストの影響
ハウスダストはアレルギー性疾患、電気製品の故障、電気プラグ接続部からの火災（トラッキング火災）などの原因となる。

### ハウスダストアレルギー
ハウスダストはアレルギー性疾患を引き起こす抗原（アレルゲン）として知られており、その多くは動物性の物質（ダニなど）だが、植物性の物質（花粉症の原因となる花粉など）やプラスチック製品から削り取られた微量な物質（またそれらに付着した化学物質）もアレルギー性疾患の原因になっているとされる。
通年性のアレルギー性鼻炎、気管支喘息、アトピー性皮膚炎などのアレルゲンとして主なものである。

### ハウスダストのアレルギー検査
上記のようにハウスダストは複数のアレルゲンが混合したものである。そのため、その検査に陽性だった場合、さらにいくつかのアレルゲンによる検査をし、ハウスダストのうちの何にアレルギー反応を起こすのかを特定し、セルフケアとしてその抗原に対処することが望ましい。
しかし、実際のアレルギー検査の際には複数のアレルゲンを同時に検査することが多いため、その際にハウスダストとダニの項目が同時に陽性になっていれば、それはほぼダニに対するアレルギーがあると考えてよい。ハウスダストに反応するがダニには反応しない場合、さらに詳細なアレルゲン検索が行われることがある。
なお、アレルギー検査の項目として示されるものにハウスダスト1とハウスダスト2などのように数字がふられている場合がある。これはアレルゲン抽出物の製造元の違いによるもので、含まれるアレルゲンの種類と量がやや異なる。